# Ettore Valcareggi
Ettore Valcareggi (Trieste, 17 novembre 1922 – Trieste, 2 marzo 2017) è stato un calciatore italiano, di ruolo centrocampista.

## Biografia
Era fratello del CT della nazionale Ferruccio Valcareggi.

## Carriera
Inizia la carriera professionistica nell'Ampelea di Isola d'Istria, con cui gioca per una stagione in Serie C in prestito dalla Triestina, con cui aveva giocato la stagione precedente nelle giovanili; passa poi al Prato, con cui nella stagione 1941-1942 gioca 4 partite in Serie B, segnando anche una rete. Gioca nel Prato per una seconda stagione, in Serie C. Durante la Seconda guerra mondiale gioca nel campionato di Divisione Nazionale con la Ponziana; dopo la fine del conflitto si accasa all'Edera Trieste, con cui gioca per un anno in Serie C. Passa quindi al Legnano, con cui gioca altre 4 partite in Serie B, per poi tornare alla Ponziana, con cui chiude la carriera nella massima serie jugoslava, in cui la formazione triestina aveva giocato per alcuni anni nell'immediato dopoguerra.